# Бельвіль-ан-Божоле
Бельвіль-ан-Божоле (фр. Belleville-en-Beaujolais) — муніципалітет у Франції, у регіоні Овернь-Рона-Альпи, департамент Рона. Бельвіль-ан-Божоле утворено  шляхом злиття муніципалітетів Бельвіль i Сен-Жан-д'Ардьєр. Адміністративним центром муніципалітету є Бельвіль. Населення — 13 542 особи (01.01.2021).